# Louis Bonvin
Louis Bonvin (Siders, Suïssa, 17 de febrer de 1850 - Buffalo, Estats Units, 18 de febrer de 1939) fou un compositor nord-americà.
Era fill de metges i estudià medicina a Viena de 1870 a 1871, abandonat aquella ciència per la teologia, que continua fins a ordenar-se sacerdot a Liverpool. Romangué molts anys com a director al Col·legi de Canisius a Buffalo. Malgrat que no va tenir mestres, es distingí en la composició per llurs obres instrumentals Somni de la nit de Nadal, per a orquestra: Simfonia en sol bemoll, fantasia per a orquestra; romances per a violí, etc.,; obres religioses, Salm 163, per a cor mixt, solos de soprano i orquestra, sis misses, motets, etc., i composicions profanes de cant per a cor mixt, solo i orquestra: Wittekind, per a cor d'homes, baríton, soprano i orquestra; Joana d'Arc davant la foguera per a soprano i orquestra, i d'altres obres.